# Pericle il Nero
(Giuseppe Ferrandino, Pericle il Nero)
Pericle il Nero è un romanzo di Giuseppe Ferrandino, pubblicato nel 1993 con lo pseudonimo Nicola Calata presso la casa editrice Granata Press.

## Trama
Pericle Scalzone è un soldato che riscuote i crediti, picchia e sodomizza i pizzaioli che non vogliono cedere il locale a Luigino Pizza. Il suo lavoro è semplice: obbedire e intimorire. Ma un giorno, mentre è in missione contro un parroco troppo loquace, scopre la sorella di un altro boss, Signorinella, a pregare con il prete, nonostante fosse stata allontanata da Napoli e quindi non avrebbe dovuto trovarsi lì. Pericle capisce che, adesso che Signorinella l'ha visto, non gli resta che ucciderla. Dopo aver stordito il parroco procede all'esecuzione, poi torna da Luigino a riferire e se ne va a casa dello zio, dove vive con la zia e il nipote. Nel corso della notte due killer vengono a cercarlo: Pericle riesce a scappare saltando dalla finestra ma i due uccidono tutta la famiglia.
Pericle, braccato, scappa a Pescara: Signorinella non è morta e i capi si sono alleati per farlo fuori. Anche Luigino, il suo boss, che ha sempre servito fedelmente, adesso lo vuole morto. Vaga per la marina e incontra un'operaia polacca che lo accoglie in casa e lo mantiene nascosto per otto giorni. Deve tornare a Napoli, regolare i conti e trovare un po' di soldi. Cerca di vendere la dritta sul rifugio segreto di Signorinella, ma capisce che ormai la priorità è far sparire lui, Pericle il Nero. Va a casa della figlia di Luigino Pizza e minacciando di fare un'iniezione di eroina alle sue bambine la costringe a chiamare il padre, cui chiede 25 milioni. Il boss arriva con i soldi e tenta di ferirlo con una lametta; Pericle si divincola, lega tutti ai caloriferi e se ne va con i soldi. Nel finale aperto, Pericle sale sull'aliscafo per andare all'aeroporto di Fiumicino, da cui prenderà un volo per la Polonia dove lo attende la sua amica.

## Genesi e fortuna del romanzo
Pubblicato nel 1993 con lo pseudonimo Nicola Calata, presso la casa editrice Granata Press, il romanzo passa praticamente inosservato agli occhi del pubblico e della critica. Nel 1995 l'editore francese Gallimard ne acquista i diritti e lo pubblica nella collana Série noire, e l'opera diventa un caso editoriale dell'anno. L'inaspettato successo oltralpe convince l'italiana Adelphi a pubblicarlo nuovamente in Italia nel 1998, riscuotendo un grande favore dalla critica e dai lettori. Costruito come un noir, un misto tra il fumetto e gli hard boiled, utilizza un linguaggio stringato e dialettale, fitto di dialoghi incisivi che caratterizzano immediatamente i personaggi.

## Trasposizione cinematografica
Abel Ferrara aveva manifestato l'intenzione di portare la storia sul grande schermo con Riccardo Scamarcio nel ruolo del protagonista, ma poi la produzione è passata nelle mani di Scamarcio stesso che ha scelto
Stefano Mordini come regista. Con un budget di circa 4 milioni di euro la Buena Onda (di Scamarcio) insieme a RAI Cinema hanno prodotto l'adattamento cinematografico del libro..
Scamarcio veste i panni del protagonista, ossia un uomo assoldato dalla camorra per punire chi non vuole cedere, e l'intera vicenda è stata spostata da Napoli a Bruxelles. Il film è stato presentato al Festival di Cannes del 2016 ed è uscito nelle sale nello stesso anno.

## Edizioni
- Giuseppe Ferrandino, Pericle il nero, Criminalia tantum, n. 9, Bologna, Granata Press, 1993,  p. 136, ISBN 88-7248-077-9.
- Giuseppe Ferrandino, Pericle il nero, Fabula, n. 110, Milano, Adelphi, 1998,  p. 144, ISBN 88-459-1378-3.

## Riconoscimenti
Nel 1999 il libro ha vinto il Premio Bergamo di Narrativa.